# کاج سوئیسی

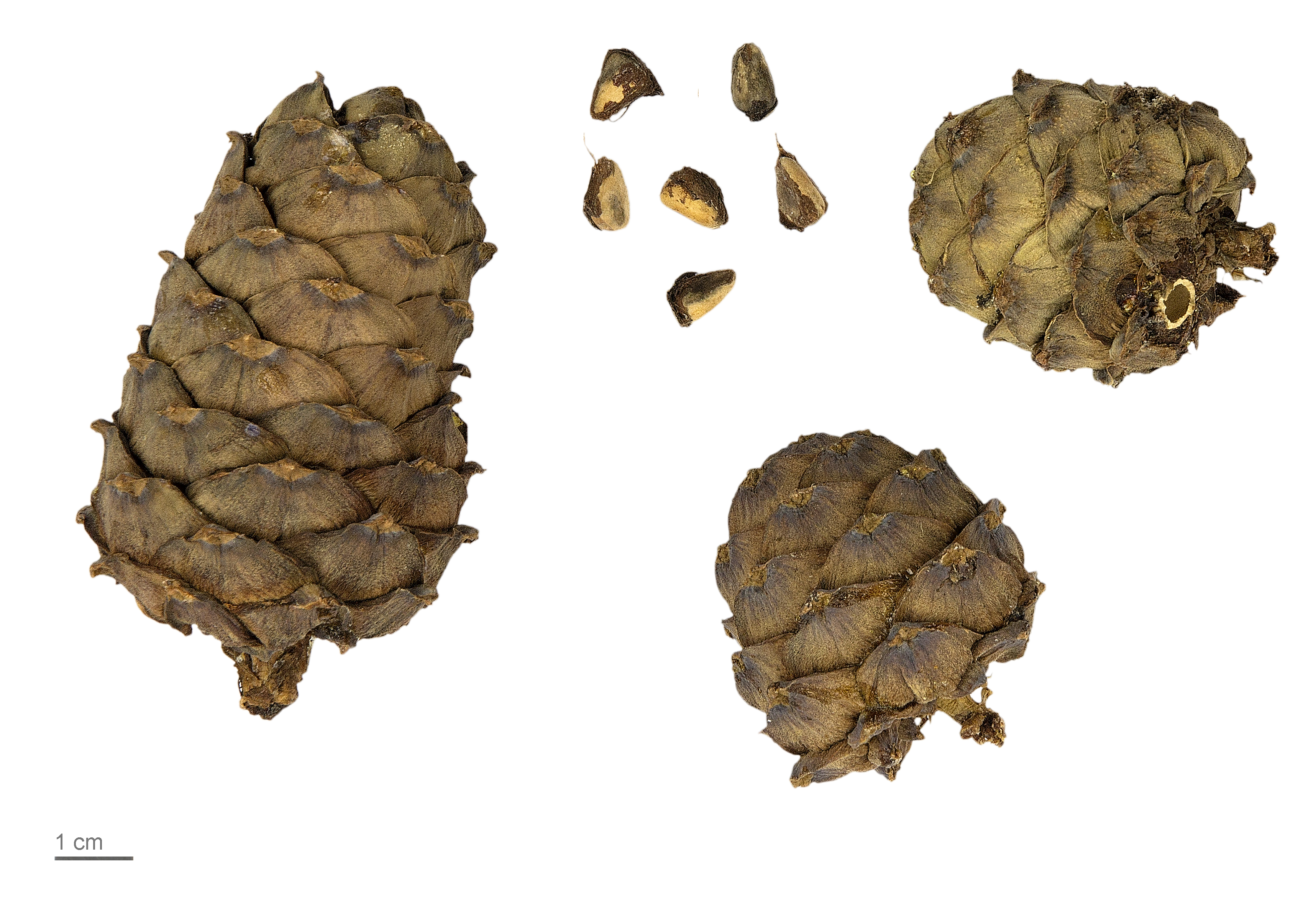
Pinus cembra

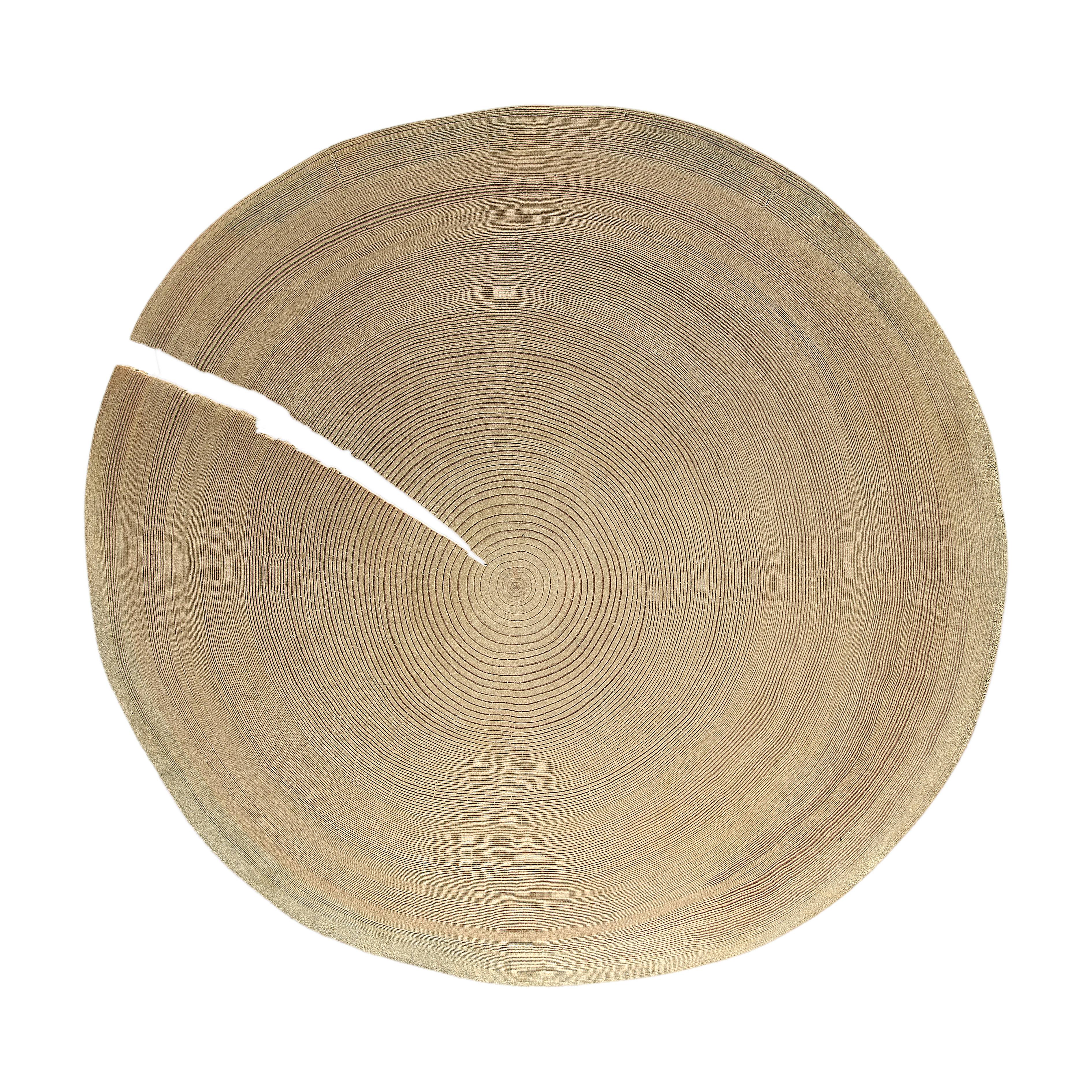
Pinus cembra

کاج سوئیسی (نام علمی: Pinus cembra) نام یک گونه از سرده کاج است.